# Werner (personnage de bande dessinée)
Werner est un personnage de bande dessinée de Brösel (de son vrai nom Rötger Feldmann), auteur allemand.

## Description
Werner est un personnage autobiographique, basé à la fois sur la vie de Brösel et de son frère Andy. Le nom du personnage de bande dessinée est le second prénom de l'auteur.
Il est le dernier apprenti plombier de maître Schurich à Flensbourg. Il boit beaucoup de bière locale et est aussi motard. Ainsi ses histoires tournent souvent autour de sa vie. Ses mésaventures prennent des dimensions grotesques et drôles.
Les principaux personnages de la bande dessinée sont :
- Andi, le frère de Werner.
- Maître Schurich, devenu Röhrich (à la suite d'un procès où un homonyme s'est senti insulté).
- "Eckat" (Eckhard), le chat de Maître Schurich.
- L'architecte Hüpenbecker.
- Les jumeaux Hörni et Kalli, amis de Werner.
- Ölfuß, mécanicien automobile, ami de Werner.
- "Präsi", le "président" parfois très irascible d'un club de motards.
- Holgi, de son vrai nom Holger Henze, ancien patron de Werner.
- Nobel-Schröder, homme riche et arrogant.
- Günzelsen, entrepreneur dans la construction, nymphomane et toujours à la recherche du profit.
- Helmut et Bruno, policiers de Schnarup-Thumby.

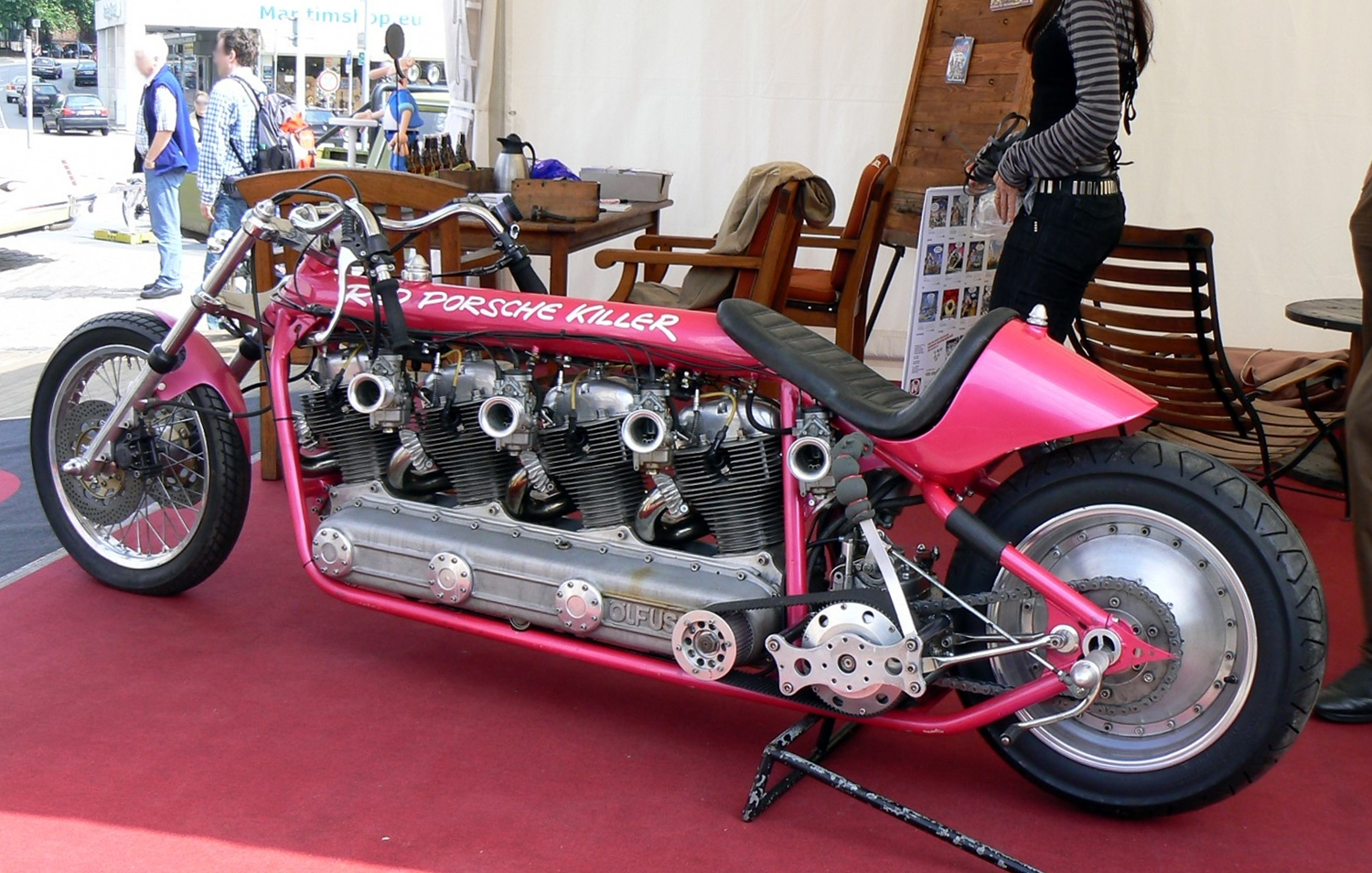
Red Porsche Killer, moto inventée par Werner

Un leitmotiv des histoires de Werner sont son conflit avec les policiers Helmut et Bruno avec la TÜV, souvent pour des violations des règles de circulation et d'homologation des véhicules routiers - Werner conduit des motos qu'il a lui-même largement reconstruites, en dépit des nombreuses prescriptions légales. En outre, la limite de vitesse, le port du casque, l'alcoolisme et les émissions sonores des motos le contraignent à de nombreux contrôles officiels avec plus ou moins de tolérance.
Les personnages expriment souvent du colloquialisme, des expressions régionales, des jeux de mots surprenants, qui sont pour la plupart basés dans le dialecte typique de la région du Schleswig et proviennent en partie du bas allemand. Cet usage d'une langue régionale a d'abord nui à la diffusion de la bande dessinée.

## Œuvres où Werner apparaît

### Bandes dessinées

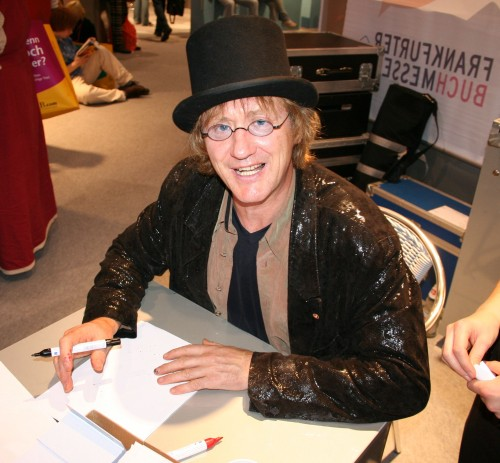
Brösel (Rötger Feldmann)

- 1. Werner – Oder was? (1981)  (ISBN 3-89719-000-1)
- 2. Werner – Alles klar? (1982)  (ISBN 3-89719-002-8)
- 3. Werner – Wer sonst? (1983)  (ISBN 3-928950-18-5)
- 4. Werner – Eiskalt! (1985)  (ISBN 3-89719-004-4)
- 5. Werner – Normal ja! (1987)  (ISBN 3-928950-20-7)
- 6. Werner – Besser is das! (1989)  (ISBN 3-89719-006-0)
- 7. Werner – Ouhauerha!  (ISBN 3-89719-007-9)
- 8. Werner – Wer bremst hat Angst! (1994)  (ISBN 3-89719-008-7)
- 9. Werner – Na also! (1996)  (ISBN 3-928950-15-0)
- 10. Werner – Exgummibur! (1998)  (ISBN 3-89719-010-9)
- 11. Werner – Volle Latte! (2002)  (ISBN 3-89719-011-7)
- 12. Werner – Freie Bahn mit Marzipan! (2004)  (ISBN 3-7704-2520-0)

Il n'existe pas d'édition en langue française.

### Dessins animés
- 1990 : Werner – Beinhart! (de)
- 1996 : Werner – Das muß kesseln!!! (de)
- 1999 : Werner – Volles Rooäää!!! (de)
- 2003 : Werner – Gekotzt wird später! (de)
- 2011 : Werner – Eiskalt! (de)

Werner a aussi fait l'objet de jeux vidéo et d'une série de timbres.

## Source, notes et références
- (de) Cet article est partiellement ou en totalité issu de l’article de Wikipédia en allemand intitulé « Werner (Comic) » (voir la liste des auteurs).